# God Is a Girl
God Is a Girl è un singolo del gruppo musicale tedesco Groove Coverage del 2002.

## Pubblicazione
La prima versione di God Is a Girl è stata pubblicata nel 2002 tramite il relativo singolo e ed è raccolta nell'album di debutto dei Groove Coverage Covergirl. La traccia è anche presente in varie compilation dance.

## Videoclip
Nel corso del video si assiste a un rituale in cui i Groove Coverage fanno un rituale in una chiesa. Assieme a lui vi è una bambina che viene presentata come un dio. Alla fine del video i Groove Coverage chiedono delle offerte al pubblico e se ne vanno quando termina la cerimonia.

## Controversie
Il ritornello di God Is a Girl è stato giudicato dei Roxette troppo simile a una melodia che si sente nel brano Jefferson di questi ultimi. Proprio per tali la ragioni la band tedesca è stata costretta a cedere il 50% dei diritti d'autore a Per Gessle, il membro dei Roxette che ha scritto Jefferson. Tuttavia egli ha asserito che la somma di denaro da lui guadagnata in seguito alla vicenda fosse "decisamente diversa" da quella che si aspettava. Gessle appare nei crediti della canzone sul sito della BMI.

## Formazione
- Ole Wierk
- Melanie Münch
- Axel Konrad
- Verena Rehm

## Cover
- God Is a Girl è stata reinterpretata dalla cantante singaporiana Jocie Guo. La sua cover prende il nome di Ai Qing Nü Shen (Love Goddess), è stata promossa da un videoclip ed è contenuta nel suo secondo album My Darling.

- Nel 2004 l'artista vietnamita Thanh Thảo ha inciso una cover del brano con il titolo Thiên Thần Bóng Đêm.

- Nel 2018 i Groove Coverage e il duo elettronico W&W hanno riproposto una cover di God Is a Girl.

- Nel 2023 i Groove Coverage hanno realizzato una cover della loro traccia assieme al producer Sound Of Legend.